# 17428 Charleroi
17428 Charleroi (tên chỉ định: 1989 DL) là một tiểu hành tinh nằm ở rìa ngoài của vành đai chính. Nó được phát hiện bởi Henri Debehogne ở Đài thiên văn La Silla ở Chile ngày 28 tháng 2 năm 1989. Nó được đặt theo tên thành phố thuộc Charleroi ở Wallonia, Bỉ.